# تپه باش ارخی
تپه باش ارخی مربوط به دوره ساسانیان - سده‌های میانه دوران‌های تاریخی پس از اسلام است و در شهرستان میانه، بخش کندوان، دهستان تیرچای، ۱/۵ کیلومتری جنوب غربی روستای نوادیز واقع شده و این اثر در تاریخ ۷ خرداد ۱۳۸۷ با شمارهٔ ثبت ۲۲۸۵۸ به‌عنوان یکی از آثار ملی ایران به ثبت رسیده است.